# Berylliumazid
Berylliumazid ist eine anorganische chemische Verbindung des Berylliums aus der Gruppe der Azide.

## Gewinnung und Darstellung
Berylliumazid kann durch Reaktion von Berylliumdimethyl mit Stickstoffwasserstoffsäure bei Temperaturen unter −116 °C gewonnen werden.
{\displaystyle \mathrm {Be(CH_{3})_{2}+2\ HN_{3}\longrightarrow Be(N_{3})_{2}+2\ CH_{4}} }
Alternativ kann es durch Reaktion von Berylliumchlorid mit Trimethylsilylazid gewonnen werden.
{\displaystyle \mathrm {BeCl_{2}+2\ (CH_{3})_{3}SiN_{3}} } {\displaystyle \mathrm {\longrightarrow Be(N_{3})_{2}+2\ (CH_{3})_{3}SiCl} }

## Eigenschaften
Berylliumazid ist ein farbloser Feststoff, der beim Anzünden verpufft. Er ist nicht schlagempfindlich, verwittert an feuchter Luft in kurzer Zeit. In wässriger Lösung erfolgt eine hydrolytische Zersetzung.